# Якимов, Пётр Николаевич
Пётр Николаевич Якимов (1899 — ?) — участник Великой Отечественной войны, бригадный комиссар, находившийся в плену.

## Биография
Родился 20 января 1899 года в городе Усолье Соликамского уезда Российской империи, позже — Молотовской области, ныне Пермского края. Отец — Отец Якимов Николай Феодорович, мать — Якимова Александра Прокопиевна.
Был начальником снабжения 37-го стрелкового корпуса РККА.
Во время Великой Отечественной войны 8 августа 1941 года в районе села Подвысокое попал в плен, где назвался интендантом 1-го ранга. Находился в шталагах № 360 и 365.
Был освобождён из плена в апреле 1945 года, вернулся в СССР, после проверки в 21-й запасной стрелковой дивизии — восстановлен в армии и уволен в запас.
На 1955 год был подполковником запаса, жил в Киеве. Имел награды СССР. Дата и место смерти неизвестны. Жена — Якимова Мария Дмитриевна.